# NHK高山支局

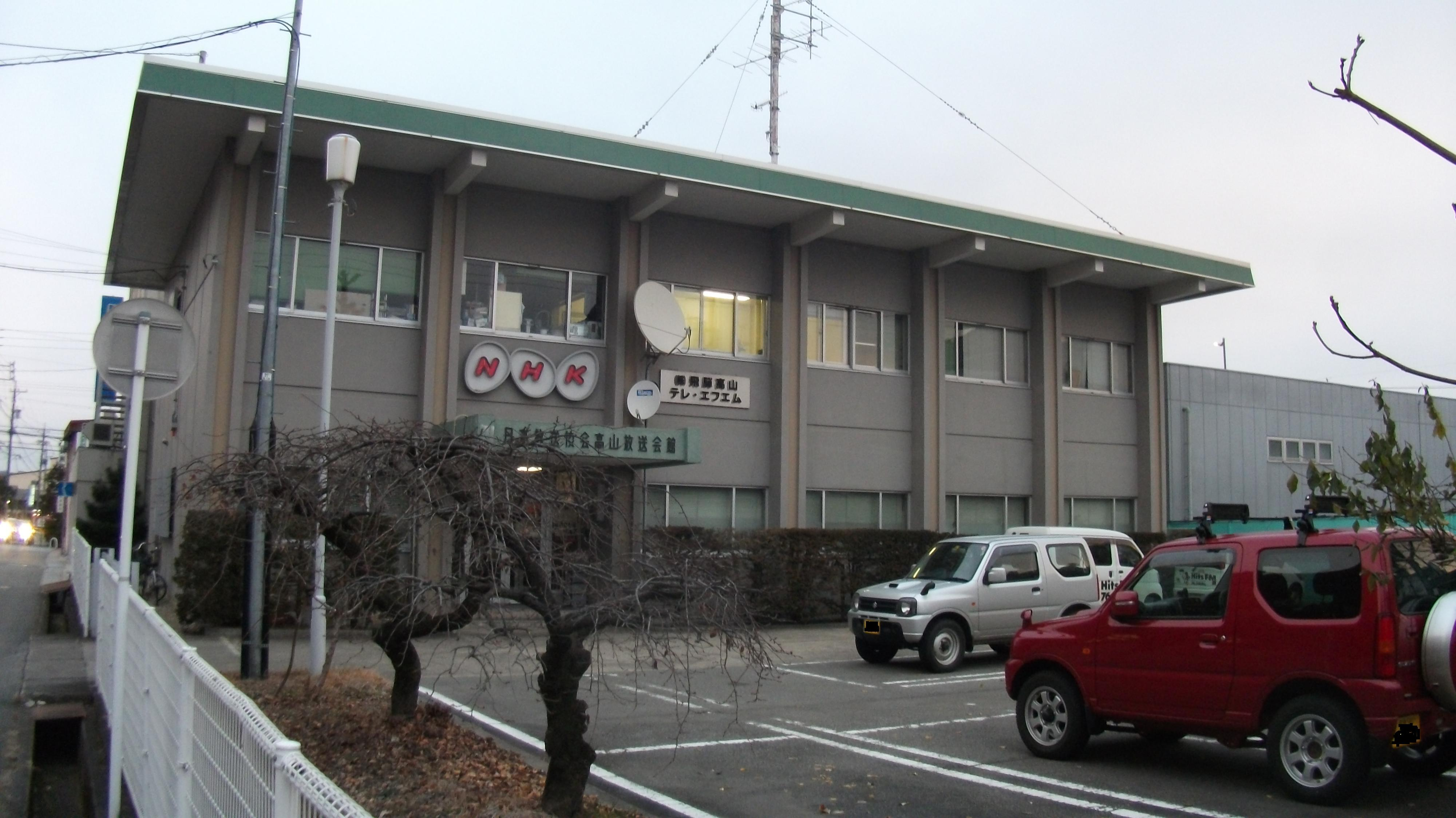
NHK高山支局（2011年12月）

NHK高山支局（エヌエイチケイたかやましきょく）は、岐阜県高山市に所在するNHK岐阜放送局の支局。

## 概要

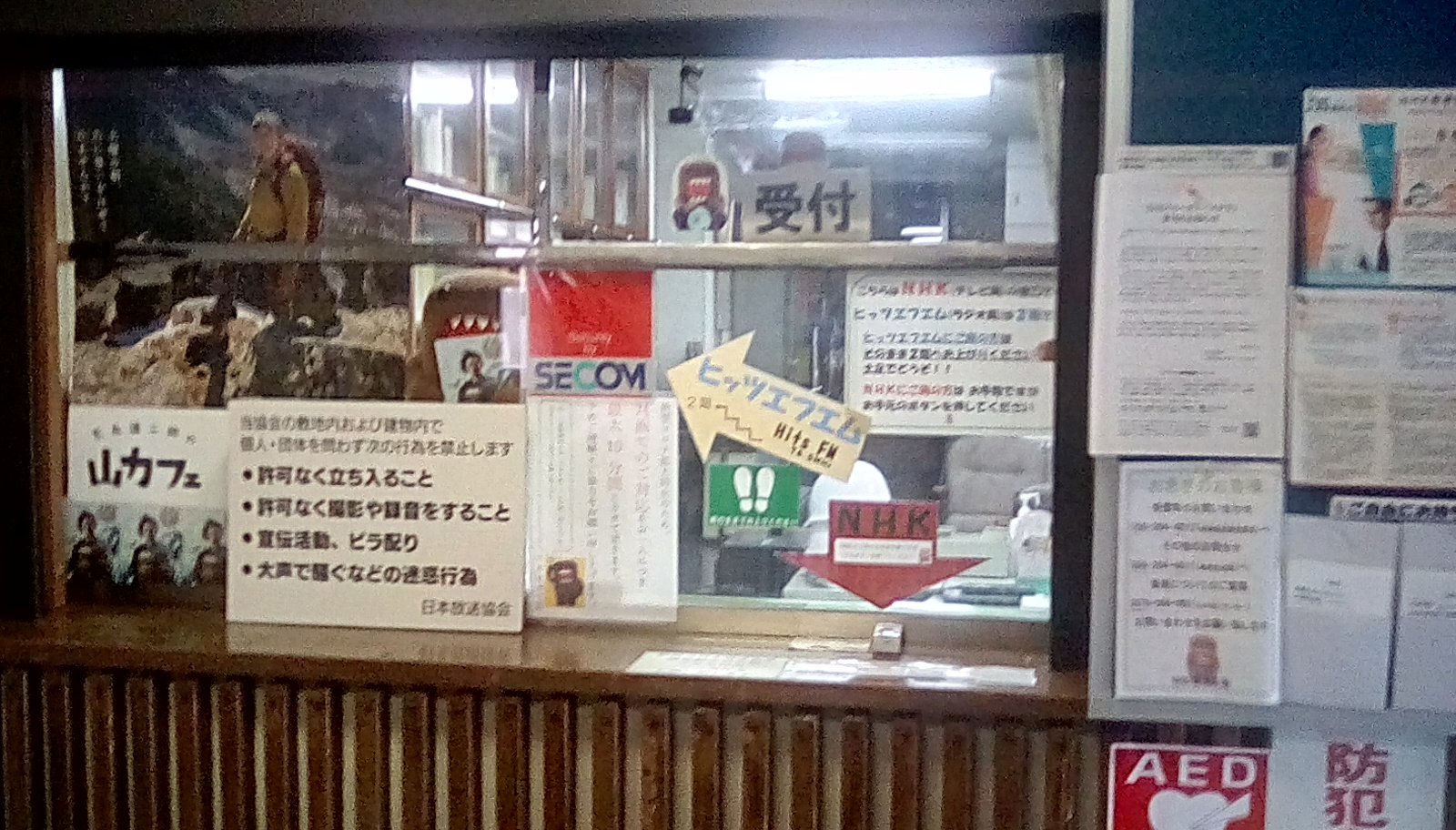
NHK高山支局の受付窓口（2023年2月）

旧・高山分局にあたる。岐阜県飛騨地方を対象地域とし、高山テレビ中継局と高山ラジオ中継放送所を置く。総合テレビ（NHK岐阜）とFM放送で県域放送での報道番組を行っている。また、この地域の受信料の収納も担う。
テレビでは「みのひだ情報局」、「まるっと!ぎふ」のニュースの生中継や飛騨地方のニュース、ラジオではラジオ第1の夕方向け情報番組「夕刊 ゴジらじ（東海3県エリア）」による、岐阜県内ニュースの飛騨地方分を作成し、NHK岐阜放送局に提供している。

## 沿革
- 1940年（昭和15年）9月1日 - 名古屋中央放送局岐阜出張所開設（この日を開局日としている）
- 1942年（昭和17年）- 電波管制に伴う措置として、社団法人日本放送協会高山臨時放送所設置（呼出符号なし）[1]（呼出符号:JOCQ）。
- 1945年（昭和20年）
  - 1月1日 - 名古屋中央放送局高山出張所開設。高山出張所廃止。
  - 10月26日 - 高山臨時放送所を、「高山中継放送所」に改称。
- 1946年（昭和21年）9月1日 - 高山中継放送所に呼出符号JOCK3割り当て。
- 1948年（昭和23年）5月1日 - 岐阜出張所、岐阜支局に改称（高山分局開設）
- 1950年（昭和25年）6月1日 - 放送法施行に伴い、社団法人日本放送協会が解散。特殊法人としての日本放送協会が設立され、一切の権利義務を継承。
- 1951年（昭和26年）7月1日 - 岐阜支局を「岐阜放送局」に改称（送信施設なし）
- 1955年（昭和30年）- 新局舎完成[1]。
- 1971年（昭和46年）3月26日 - 県域FM放送開始（呼出符号JOOP-FM）。先行開局していた岐阜県内のFM放送中継局を名古屋局より移管。
- 1973年（昭和48年）2月17日 - UHFによる県域（アナログ）テレビジョン放送開始。先行開局していた岐阜県内のテレビ中継局を、名古屋局より移管（教育テレビは放送のみ引き続き名古屋局管轄）
- 1988年（昭和63年）7月22日 - 合理化の一環として支局に格下げ。
- 2004年（平成16年）11月1日 - 岐阜県域地上デジタル放送開始。
- 2011年（平成23年）7月24日 - 岐阜県内アナログ放送終了。

## 所在地
- 本局 - 岐阜県高山市名田町5-95（高山駅から徒歩5分）
- 高山ラジオ中継放送所[2] - 岐阜県高山市西之一色町3丁目991 （JR高山駅から徒歩15分）
- 高山テレビ中継局[3] -  岐阜県高山市下切町2281-2及び中切町1396（JR上枝駅西方の山）

## チャンネル・周波数
- 総合テレビ デジタル：29ch（リモコンキーID「3」）（以下、高山市中心部）
- 教育テレビ デジタル：31ch（リモコンキーID「2」）
- ラジオ第1放送 792kHz
- ラジオ第2放送 1125kHz
- FM放送 86.1MHz

地上アナログテレビ放送は、2011年7月25日午前0時をもって停波した。
教育テレビ・ラジオ第1・第2は、いずれも名古屋局の中継局となっている（以前、総合テレビの岐阜局の県域テレビ局開局前は名古屋局の中継局となっていた）。